# OR4C12
OR4C12 (англ. Olfactory receptor family 4 subfamily C member 12) – білок, який кодується однойменним геном, розташованим у людей на короткому плечі 11-ї хромосоми. Довжина поліпептидного ланцюга білка становить 309 амінокислот, а молекулярна маса — 34 491.
| 10         |  | 20         |  | 30         |  | 40         |  | 50         |
| ---------- |  | ---------- |  | ---------- |  | ---------- |  | ---------- |
| MEKKKNVTEF |  | ILIGLTQNPI |  | MEKVTFVVFL |  | VLYMITLSGN |  | LLIVVTITTS |
| QALSSPMYFF |  | LTHLSLIDTV |  | YSSSSAPKLI |  | VDSFQEKKII |  | SFNGCMAQAY |
| AEHIFGATEI |  | ILLTVMACDC |  | YVAICKPLNY |  | TTIMSHSLCI |  | LLVAVAWVGG |
| FLHATIQILF |  | TVWLPFCGPN |  | VIGHFMCDLY |  | PLLKLVCIDT |  | HTLGLFVAVN |
| SGFICLLNFL |  | ILVVSYVIIL |  | RSLKNNSLEG |  | RCKALSTCIS |  | HIIVVVLFFV |
| PCIFVYLRSV |  | TTLPIDKAVA |  | VFYTMVVPML |  | NPVVYTLRNA |  | EVKSAIRKLW |
| RKKVTSDND  |  |            |  |            |  |            |  |            |

A: Аланін

C: Цистеїн

D: Аспарагінова кислота

E: Глутамінова кислота

F: Фенілаланін

G: Гліцин

H: Гістидин

I: Ізолейцин

K: Лізин

L: Лейцин

M: Метіонін

N: Аспарагін

P: Пролін

Q: Глутамін

R: Аргінін

S: Серин

T: Треонін

V: Валін

W: Триптофан

Кодований геном білок за функціями належить до рецепторів, g-білокспряжених рецепторів, білків внутрішньоклітинного сигналінгу. 
Локалізований у клітинній мембрані, мембрані.